# Rümligen
Rümligen est une ancienne commune et une localité de la commune de Riggisberg, située dans l'arrondissement administratif bernois de Berne-Mittelland, en Suisse. 

## Histoire
La seigneurie de Rümligen dépend de la juridiction de Seftigen jusqu'en 1798.
Depuis le 1er janvier 2021, la commune est intégrée à celle de Riggisberg.

## Monument
Le château de Rümligen est listé comme bien culturel d'importance nationale.